# Eratinó
Eratinó, en grec moderne : Ερατεινό, appelé Embelí Machalesí et Eretlí Machalé (Eμπελί Μαχαλεσί - Ερετλή Μαχαλέ) jusqu'en 1926, est un village du dème de Néstos dans le district régional de Macédoine-Orientale-et-Thrace en Grèce.
Selon le recensement de 2011, la population du village compte 649 habitants.